# シュードモナス・フラギ
シュードモナス・フラギ（Pseudomonas fragi）とは、シュードモナス属のグラム陰性細菌の一種である。

## 特徴
典型的な好冷性細菌であり、5度でも生育するが、35度では生育せず、生育至適温度は20度－30度にある。
他の多くのシュードモナス属菌種と異なり、サイデロフォア[ 英: siderophore（英語版） ]を産生しない。16S rRNA系統解析の結果、P. fragiはP. chlororaphisグループに分類された。

## 食品の腐敗
一般的な冷蔵条件である5度以下での食肉の腐敗に関与する生物はシュードモナス属、Achromobacter（英語版）属、Lactobacillus（英語版）属、Micrococcus属であるが、その中でもシュードモナス属細菌は好気的条件で保存された食肉に最も広く分布する。特に、Pseudomonas fragiはP. fluorescensとP. putidaとともに、冷凍保存中の食品から検出される食中毒の原因菌とされる。これらの菌種が食品中に増殖すると、そのペクチン分解活性により食品が茶色化する。
Pseudomonas fragiは、特に、酪農製品(牛乳、クリーム、バター、コテージチーズなど)の腐敗の原因として知られる。シュードモナス属菌は原料乳中で脂肪分解性およびタンパク質分解性の酵素を産生し、腐敗させる。
P. fragiも含めてシュードモナス属菌は、好気環境で冷凍保存されている魚肉製品中で異臭物質（アルデヒド、ケトン、エステル）を産生し、異臭の原因となる。P. fragiはアミノ酸の分解により異臭物質を産生する。
5度で冷蔵している鶏肉にP. fragiを接種し塩類可溶性タンパク質の電気泳動により経時変化を追跡すると、2日間は鶏肉タンパク質に大きな変化はないが、5日後に分解がはっきりと観察される。分解産物のバンドは7日後にはっきりと現れる。14日後になると、ほとんどのタンパク質は分解されて消失する。
2度で冷蔵保存した牛肉の深部において、約104CFU/cm2接種したP. fragiは3日後に10倍の約105CFU/cm2、7日後に約107CFU/cm2、14日後に約109CFU/cm2に増える。少なくとも接種3日目から腐敗は始まり、牛肉内部のpHの上昇および腐敗臭の原因である揮発性有機化合物とアミノ態窒素の増加が観察される。この増殖速度と腐敗速度は、同様に腐敗細菌であるProteus vulgaris（英語版）よりも大きい。

### 関連酵素
Pseudomonas fragiはタンパク質分解酵素を菌体外に分泌し、食品の腐敗の原因となる。そのタンパク質分解酵素は単離されており、詳細に研究されている。分解活性に最適な条件は中性pHかつ35度である。35度から少しだけでも温度を高める(45度以上になる)とこの活性は失われる。豚の筋肉を用いた分解活性の解析によると、カゼインは最も早く分解され、筋繊維タンパク質、Gアクチン、ミオシン、ヘモグロビン、筋形質タンパク質の順で分解に時間がかかる。
5度で冷蔵された鶏肉を腐敗させる菌体外タンパク質分解酵素が2つ単離されている。これら2酵素のアミノ酸組成は明らかにされている。鶏肉のWeber−Edsall溶液抽出物(WESEP)を10日間で完全に分解する。